# Neopedies riograndensis
Neopedies riograndensis är en insektsart som beskrevs av Ronderos 1991. Neopedies riograndensis ingår i släktet Neopedies och familjen gräshoppor. Inga underarter finns listade i Catalogue of Life.